# Agustí Vinyes
Agustí Vinyes (Manresa, ? - 22 de desembre de 1595) va ser un organista que va treballar a l'església de Santa Maria d'Igualada i a la Seu de Manresa.
La primera notícia de la construcció d'un orgue a l'església parroquial de Santa Maria d'Igualada és de l'any 1495, quan els orgueners Pere Miler i Antoni Comalada, de Cervera, van signar uns capitols amb el consistori per a la seva fabricació. Segons aquest contracte, el nou instrument havia d'estar a punt i afinat al cap de vuit mesos, el seu cost s'havia estipulat en 150 lliures. Cap el 1574 l'orguener Salvador Estada va restaurar l'instrument.
Agustí Vinyas s'esmenta per primera vegada l'any 1580 com a organista d'aquesta església, a càrrec de la unió entre el benefici dels Sants Abdó i Senén i el càrrec d'organista, que un any abans havia decretat el bisbe de Vic. Va exercir com a organista d'aquesta església, com a mínim, fins al 1583, tal com consta en els comptes del clavari municipal en els quals es posa de manifest el sou que cobrava cada mig any en concepte de prevere i organista.
Posteriorment, Agustí Vinyes devia retornar a la seva població natal, ja que a mitjans del 1585 ja era organista de la Seu de Manresa. Segons la documentació administrativa d'aquesta col·legiata va mantenir el càrrec fins al moment de la seva mort, el 22 de desembre de 1595. Va ser enterrat al claustre de la Seu, a la sepultura dels seus pares.